# Śnieć

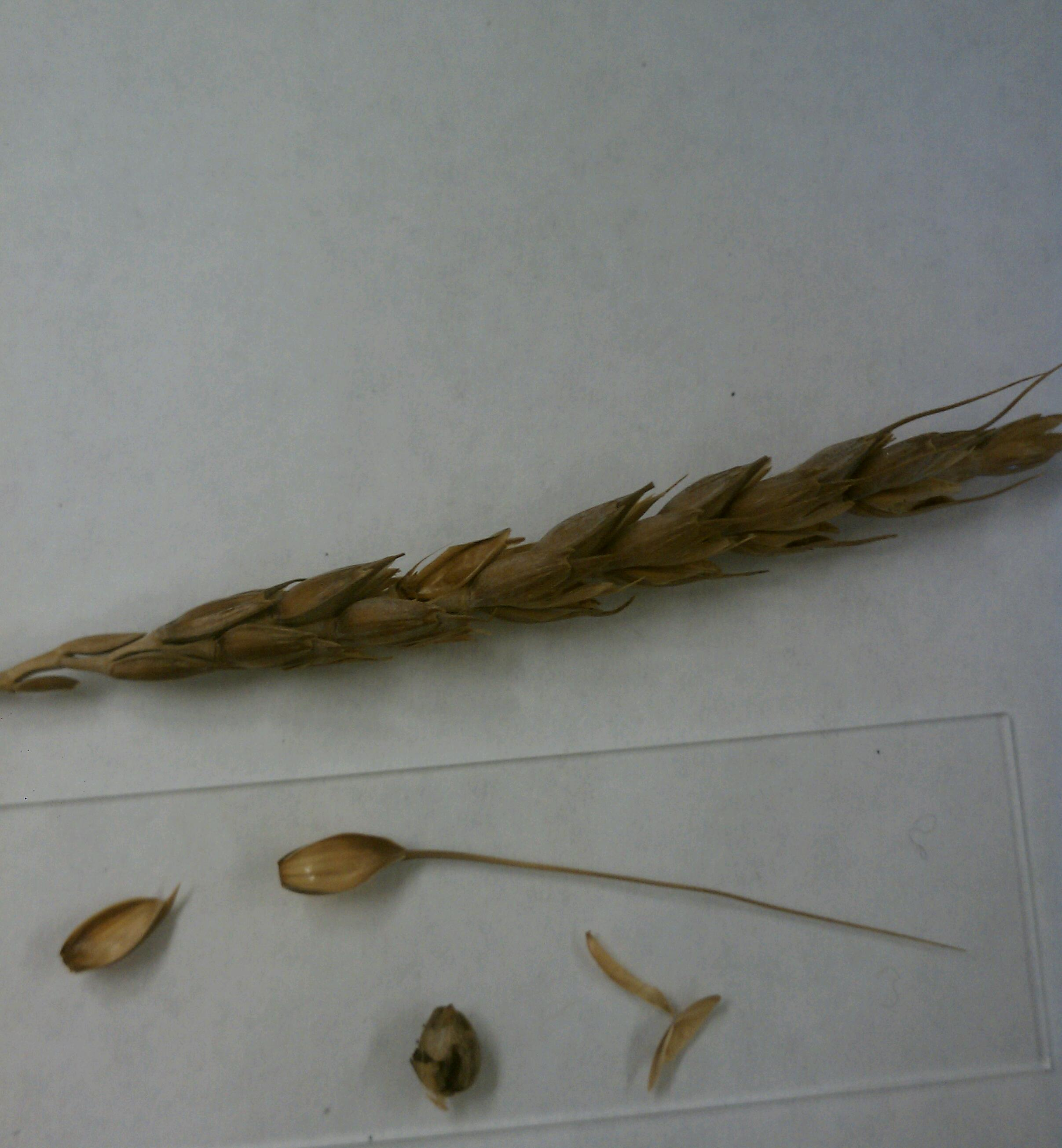
Objawy porażenia śmiecią cuchnącą pszenicy

Śnieć (l. mn. śnieci) – grupa infekcyjnych chorób roślin wywołana przez mikroskopijne grzyby z rodziny śnieciowatych (Tilletiaceae).
Wśród uprawianych w Polsce roślin występują następujące śnieci (w nawiasach wywołujące je patogeny):
- śnieć indyjska pszenicy (Tilletia indica)
- śnieć gładka pszenicy (Tilletia laevis)
- śnieć karłowa pszenicy (Tilletia controversa)
- śnieć cuchnąca pszenicy (Tilletia caries)
- śnieć żyta (Tilletia secalis)[2].

Śnieć to także polska nazwa rodzaju Tilletia.
Śnieci to bardzo trudne do zwalczania choroby roślin. Zaprawianie nasion i chemiczna ochrona mają niewielką skuteczność. Z tego powodu niektóre z patogenów wywołujących tę chorobę zostały uznane za organizmy kwarantannowe. W Polsce są nimi Tilletia indica i Tilletia controversa.